# Лампедо
Лампедо́, или Лампето́ (греч. Λαμπετώ, в переводе — «горящий факел») — одна из цариц амазонок, упоминаемая в римской историографии. Она правила совместно со своей сестрой Марпесией. Сёстры называли себя дочерьми Марса, дабы вселить ужас в своих врагов и показать себя невероятными воительницами, которых стоит опасаться. Значение имени Лампедо связано с традиционными в новолуния факельными шествиями в честь богини охоты Артемиды.

## История амазонок
История возникновения и развития народа амазонок была записана Эфором Кимским, древнегреческим автором, жившим в IV веке до н. э. Согласно его повествованию, аристократическая клика изгнала из Скифии мужчин королевской крови Силисия (Sylisios) и Сколопика (Scolopicus). В конце концов они со своим войском добрались до реки Термодон в Каппадокии и захватили земли сирийского народа. Там они занимались бесконечными грабежами и насилием, наводя ужас на местных жителей. Большинство проживавших в регионе мужчин было ими уничтожено. Оставшиеся вдовы оказались в плачевном положении. Объединившись в одно племя с оставшимися молодыми мужчинами, они уничтожили врага и продолжили вести войны против соседних стран. Затем, собравшись, они решили убить мужей, оставшихся после резни, развязанной скифами, чтобы не складывалось впечатление, что судьба как-то по-особенному отнеслась к тем немногочисленным женщинам, чьи мужья пережили кровавую мясорубку.
После этого они заключили мир со своими врагами. Чтобы продлять род и обеспечивать преемственность, в том числе и королевской власти, они вступали в близкие отношения с мужчинами из соседних областей, а когда узнавали, что беременны, возвращались на родину. Родившиеся младенцы мужского пола незамедлительно умерщвлялись, а девочки воспитывались тщательно, чтобы стать выдающимися воительницами. Правая грудь молодых девушек связывалась или удалялась, чтобы не мешала им быть отличными лучницами. Левая грудь оставалась нетронутой для кормления будущих детей. Кстати, этимология слова «амазонка» как раз соответствует такому описанию, поскольку в переводе с греческого αμαζός означает «безгрудая».
Несколько другого мнения о происхождении народа амазонок придерживался готский (по другой версии, скифский) историк Иордан, живший в IV веке. В своём труде «О происхождении и деяниях гетов» он повествует, что после смерти готского короля Танаузиса войско при его преемниках осуществляло походы в другие страны. В свою очередь, соседние племена, воспользовавшись временным отсутствием в королевстве готов мужчин, пытались захватить готских женщин. Те, во избежание пленения и насилия, избрали своими предводительницами двух храбрейших женщин — Лампедо (или Лампето) и Марпесию, вооружились и дали достойный отпор соседям. Позднее Лампедо осталась охранять свои владения, а Марпесия пошла дальше, повела своё войско в Азию, покорила многие племена, с некоторыми заключила мир и в итоге дошла до Кавказа.
Описывая записи скифов, Диодор Сицилийский приводит историю основания народа амазонок. Ту же историю рассказал Ксенофонт, повторённую Павлом Орозием и латинским историком Юстином. Очень похожую версию рассказывает также автор детских энциклопедий Дональд Дж. Соболь.

## Подвиги Лампедо
По другой версии, Лампедо вместе с двумя другими царицами, сестрой Марпесией и легендарной царицей амазонок из греческих мифов Ипполитой, завоевала бо́льшую часть Малой Азии и Сирии, основала города Эфес, Смирну, Кирену, Синоп и некоторые другие. В Эфесе под буком они установили статую Артемиды. Подле неё Ипполита совершала жертвоприношения, после чего её спутницы исполняли сначала танец щита, затем танец вихря, тряся колчанами и грациозно передвигаясь под аккомпанемент дудок. Позже вокруг этой статуи был построен храм Артемиды, который превосходил храм Аполлона в Дельфах. Две реки окружали его, обе назывались Селенос и текли в противоположных направлениях.
По легенде, во время той экспедиции амазонки покорили Трою. Приам, последний троянский царь, в те времена был ещё ребёнком. Некоторые войска амазонок вернулись на родину с богатой добычей, другие остались для укрепления своей власти в Малой Азии.
Римский историк Марк Юниан Юстин, живший во II веке, описывал сестёр Лампедо и Марпесию как двух несравненных воительниц, которые правили вместе, разделив войска на две армии. По его словам, был специально создан и проповедовался миф о том, что они являются дочерьми Ареса (в римской мифологии — Марса), дабы прославлять их воинственный характер. Он утверждал, что после завоевания большей части Европы они также завоевали некоторые города в Азии.
Вот как описывает подвиги Лампедо и её боевых подруг Иордан:

«Они с одинаковым успехом покорили Армению, Сирию и Киликию, Галатию, Писидию и все области Азии. Обратившись затем в сторону Ионии с Эолией, сделали их подчинёнными себе по договору с провинциями. Долгое время господствуя там, они назвали своими именами и города, и укрепления. А в Эфесе, расточив большие богатства, они воздвигли храм дивной красоты в честь Дианы по причине рвения своего к стрельбе и охоте, каковым искусствам они предавались. Таким вот образом женщины родом из Скифии овладели царствами Азии, которые и держали почти сто лет; наконец возвратились они к своим подругам в Марнейские скалы, о которых мы упоминали выше, то есть в горы Кавказа».
Итальянский писатель Джованни Боккаччо в своём морализаторском трактатe «О знаменитых женщинах» (1361—1375), в котором он привёл более ста биографий мифических, древних и средневековых женщин, посвятил отдельные главы Лампедо и Марпесии.